# Barranagh Island
Barranagh Island (iriska: Oileán Bearanach) är en ö i republiken Irland.   Den ligger i grevskapet Maigh Eo och provinsen Connacht, i den nordvästra delen av landet. Arean är 0,35 kvadratkilometer.
Terrängen på Barranagh Island är mycket platt. Den sträcker sig 0,6 kilometer i nord-sydlig riktning, och 0,8 kilometer i öst-västlig riktning. Ön är täckt av ängar.  